# Дзуд

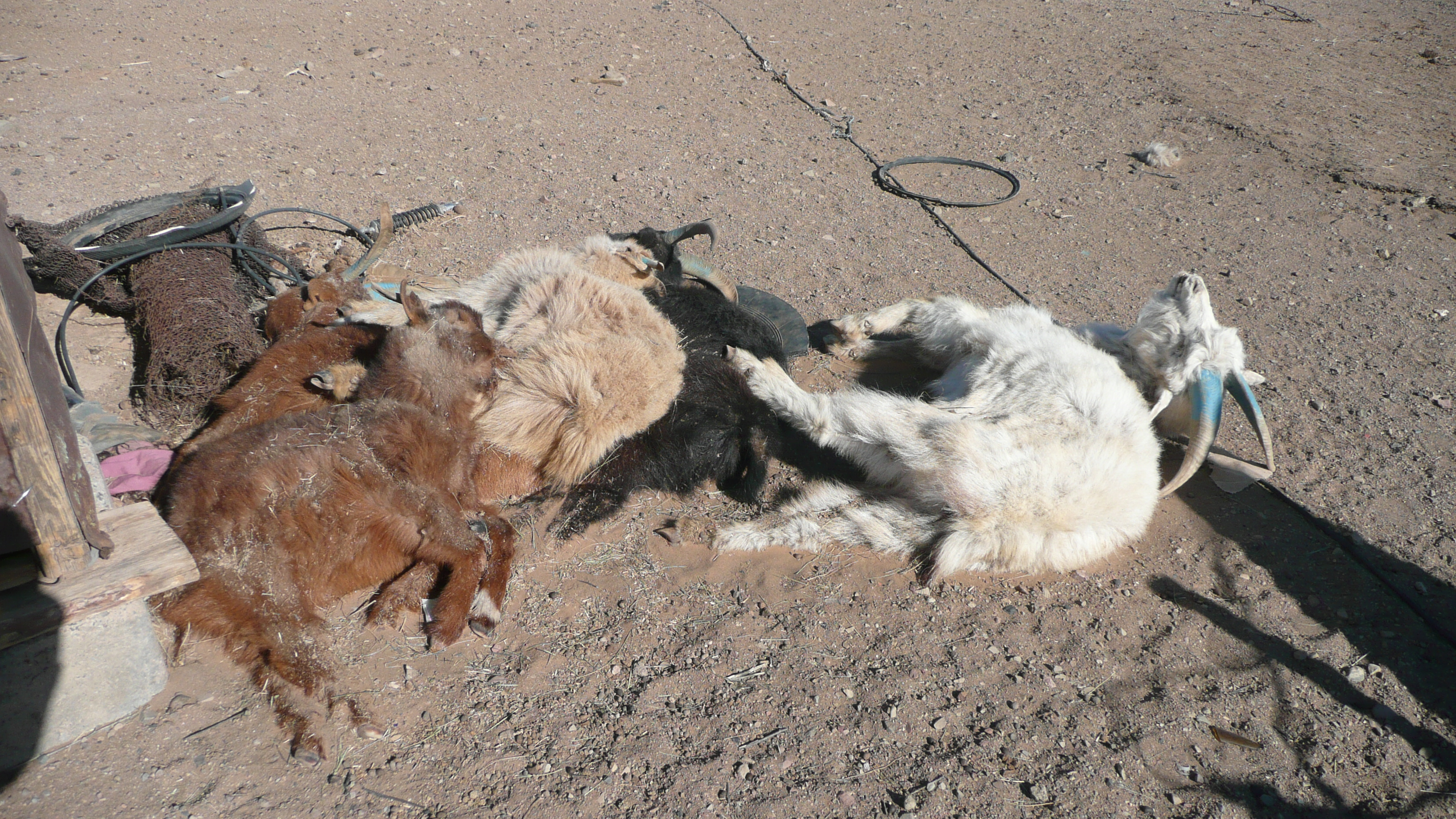
Худоба, яка загинула внаслідок дзуду, 2010 рік

Дзуд (монг. зуд) — монгольське стихійне лихо, при якому домашня худоба не може знайти корм через сильний сніговий покрив.

## Причини
Це явище трапляється через кліматичні зміни. Через надзвичайно спекотне літо худоба не може добре напастися. А фермери не можуть зробити запаси, щоб пройти незвично холодну зиму, коли температура опускається до -50 градусів Цельсія.

## Наслідки
Зимою 1944 року, в дзуд загинуло 9.2 млн голів худоби, а через 12 років, у 1956 році 2,2 млн голів худоби. З грудня 2015 року «дзуд» став справжнім лихом для населення Монголії. Під його впливом виявилося близько 60 % території країни. За підрахунками Червоного Хреста, у 2024 році від дзуду загинуло приблизно 4,7 мільйона тварин, що складає майже 7% від загальної популяції в Монголії. 
Десятки тисяч людей через це опиняються у крайній бідності.

## Міжнародна допомога
У 2016 році організація Червоного хреста оголошувала про збір коштів на допомогу монгольським скотарям, але зібрати вдалося лише половину необхідної суми. Також, у березні 2016 року, ООН направила 2,4 млн дол. на подолання наслідків «дзуду» в Монголії.